# Jacques-Antoine Kosciusko-Morizet
Ne doit pas être confondu avec Jacques Kosciusko-Morizet.
Pour les autres membres de la famille, voir Famille Kosciusko-Morizet.
Jacques-Antoine Kosciusko-Morizet (né en 1943) est un entrepreneur français.

## Biographie

### Famille
Jacques-Antoine Kosciusko-Morizet est né le 20 juin 1943, de Jacques Kosciusko-Morizet (1913-1994), résistant, professeur d'université, diplomate et homme politique, et de Mariane Morizet (1914-2002), elle-même fille d'André Morizet (1876-1942), homme politique, sénateur et maire de Boulogne-Billancourt. Il est le frère de François Kosciusko-Morizet (1940-2015), ingénieur des ponts et chaussées et homme politique ; il est aussi l'oncle de Nathalie Kosciusko-Morizet (1973), femme politique, députée et ministre, et de Pierre Kosciusko-Morizet (1977), entrepreneur Internet et cofondateur du site PriceMinister.

### Carrière
Il est ancien élève de l'École polytechnique (promotion 1963),, diplômé de l'École nationale de l'aviation civile (promotion 1966) et de l'Institut d'études politiques de Paris (section Service public, promotion 1968), diplômé de russe de l'École nationale des langues orientales vivantes, et titulaire d'un master en aéronautique du Massachusetts Institute of Technology.
Après deux ans au secrétariat général de l'aviation civile, il rejoint le Crédit lyonnais.
En 1973, il fait paraître un essai polémique sur l'École polytechnique, La Mafia polytechnicienne, dont Robert Fossaert fait remarquer qu'il est paru quelques mois après un autre ouvrage critique des grandes écoles, L'Énarchie.
En 1975, alors banquier, il fait paraître avec Jean Peyrelevade La Mort du dollar, qui, selon Alfred Sauvy, « mêle à de fortes considérations des anathèmes et exorcismes pour poujadistes des années 50 ». Il mène par la suite une carrière de négociateur.
En 1983, il devient délégué au Commerce extérieur[Où ?].

## Ouvrages
- La Mafia polytechnicienne, Paris, Le Seuil, 1973, 186 p. (BNF 35171796).
- Avec Jean Peyrelevade, La Mort du dollar, Paris, Le Seuil, coll. « Économie et Société », 1975, 237 p. (BNF 34565253).
- Le Petit Génie : roman, Paris, Albin Michel, 1988, 354 p. (ISBN 2-226-03390-4).